# Digimon
Digimon (デジモン, Dejimon; também chamado de Digital Monsters e estilizado como DIGIMON) é uma franquia de mídia japonesa, distribuída pela Bandai e criada por Akiyoshi Hongo. A história da franquia é sobre umas criaturas digitais homônimas, habitantes de um mundo digital (nomeado digimundo). Esse mundo é feito inteiramente de dados, paralelo ao mundo real e pode ser acessado por redes ou portais intangíveis e conexões de internet.
O primeiro lançamento da franquia foi um virtual pet, nomeado Digimon e lançado em 1997. O primeiro jogo eletrônico foi Digital Monster Ver. S: Digimon Tamers, para Sega Saturn, lançado em 1998. O primeiro filme da franquia foi Digimon Adventure, lançado em 6 de março de 1999. No dia seguinte ao lançamento do filme, a primeira temporada do anime com o mesmo nome foi lançada.
A versão ocidental da série animada e de filmes de Digimon possui diferenças com a original japonesa, por exemplo, a primeira temporada de Digimon possui cortes em cenas de violência e nudez. Essa temporada acabou popularizando o virtual pet e outros produtos que passaram a ser considerados produtos relacionados ao anime no Ocidente. Em 2002, Saban adquiriu os direitos mundiais de distribuição da franquia, exceto pelo Japão, e seis temporadas foram distribuídas por ela em mais de sessenta países.
A franquia geralmente é bem recebida internacionalmente por empresas, público em geral e boa parte da imprensa. Entretanto é criticada por incentivar o consumo e considerada por parte do público e imprensa como mera imitação da franquia rival Pokémon. Com o lançamento do virtual pet, transmissão do anime e comercialização de diversos produtos — jogos eletrônicos, mangás, álbuns da trilha sonora, revistas, brinquedos, jogos de cartas — a franquia espalhou-se pelo mundo, tornando-se em um fenômeno cultural e social durante os anos 2000, consequentemente sua popularidade fez movimentar 25 bilhões * de ienes no mercado em março de 2002.

## História

### Criação e desenvolvimento

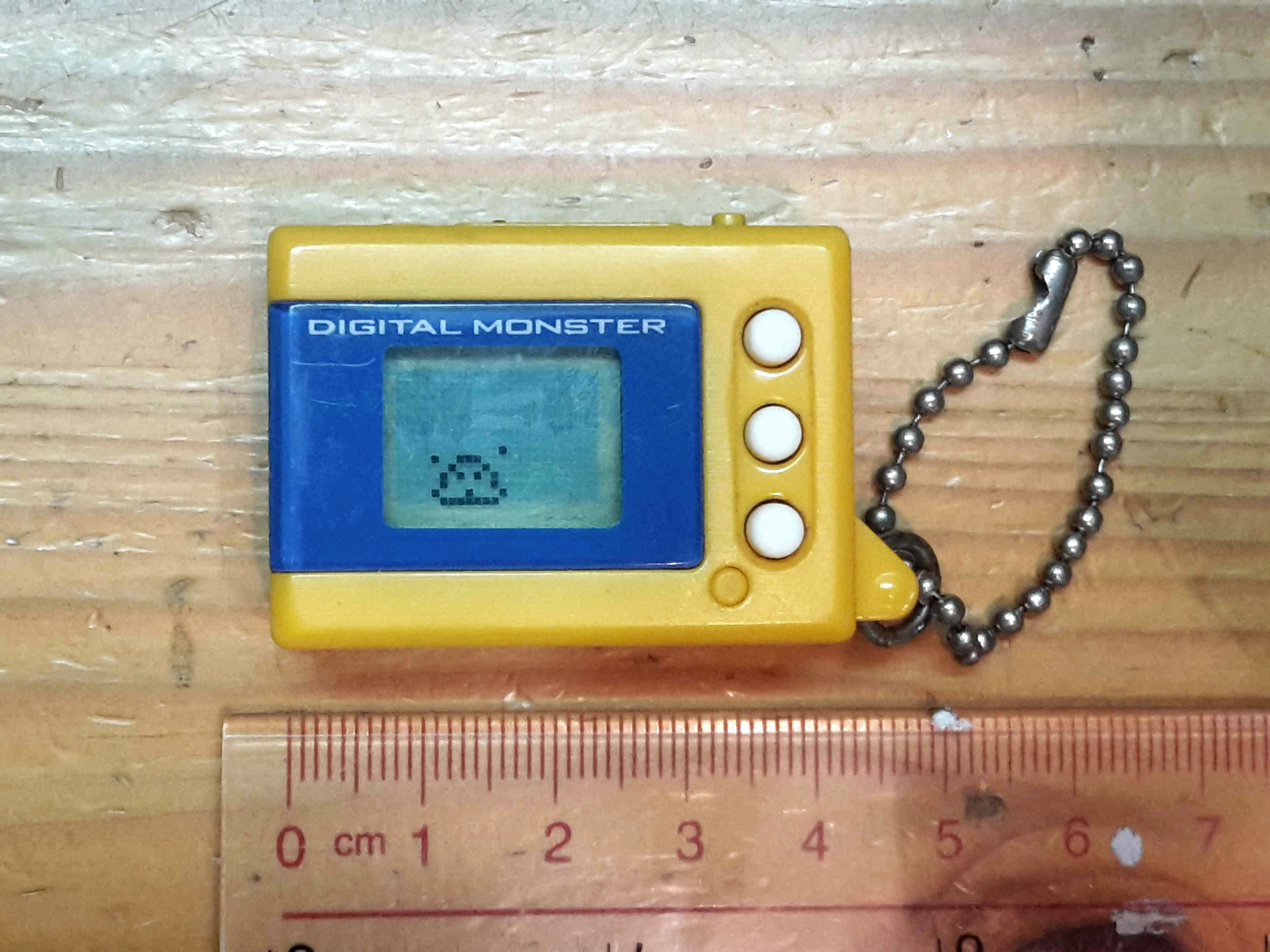
Modelo de virtual pet distribuído no mercado japonês pela Bandai, que permitiu a popularização de Digimon no Japão e vendeu 13 milhões de unidades pelo mundo até março de 2004.

No ano de 1996 surge o Tamagotchi, criado por Akihiro Yokoi, Aki Maita e Takeichi Hongo, que foi uma das inspirações para o primeiro lançamento da franquia, um aparelho comercializado em junho de 1997 com o nome Digimon, abreviação de Digital Monsters — literalmente "Monstros Digitais" em português. Visando o público masculino e criado por Akiyoshi Hongo (pseudônimo que se refere aos criadores do Tamagotchi), esse aparelho apresenta aos jogadores um animal de estimação virtual composto inteiramente por dados e concebidos para reproduzir e lutar. Em fevereiro de 1998, o jogo de luta DigiMon, compatível com Windows 95 e desenvolvido pela Rapture Technologies, Inc., foi anunciado. O mangá one-shot C'mon Digimon, desenhado por Tenya Yabuno, foi publicado na revista japonesa V-Jump da editora Shueisha em 1997.
Uma segunda geração de virtual pets foi comercializada seis meses após o lançamento da primeira, seguida por uma terceira em 1998. Cada jogador começa com uma criatura digital em nível bebê que possui um número limitado de ataques e transformações e para deixá-la mais forte se deve treinar e alimentá-la; quando ela é bem-sucedida em um treino, ela torna-se forte, quando falha, torna-se fraca. Dois aparelhos podem ser conectados, permitindo que dois jogadores possam batalhar com suas respectivas criaturas, uma inovação na época, entretanto, a batalha só é possível a partir do momento que a criatura é do nível criança ou maior. Parques infantis e metrôs eram onde se concentravam a maioria dos usuários do aparelho; o virtual pet foi proibido em algumas escolas asiáticas por ser considerado por pais e professores como muito barulhento e violento. Os primeiros digimons foram criados pelo designer japonês Kenji Watanabe, influenciado pelos comics; outros tipos de digimons, que até o ano 2000 somavam 279, provieram de amplas discussões e colaborações entre os membros da companhia Bandai.

### Lançamentos
Após o sucesso comercial do virtual pet no Japão, cujas vendas atingiram 13 milhões de cópias vendidas no país de origem e mais de um milhão em todo o mundo em março de 2004, a Bandai lançou o jogo Digital Monster Ver. S: Digimon Tamers, para Sega Saturn em 23 de setembro de 1998, sendo este o primeiro jogo eletrônico comercializado para um console.[carece de fontes?] O jogo Digimon World, lançado em 28 de janeiro de 1999 para o console PlayStation, teve mais de 250 000 exemplares vendidos no mercado japonês em fevereiro de 2000. Um curta-metragem intitulado Digimon Adventure foi lançado em 6 de março de 1999 e contava a história do contato entre seres humanos e criaturas digitais. No dia seguinte, domingo, 7 de março de 1999, foi lançado um anime e primeira temporada de uma série de animes, homônima ao filme citado anteriormente, Digimon Adventure, que foi produzida em colaboração da Toei Animation,[carece de fontes?] transmitida pela Fuji TV e adaptada internacionalmente no mesmo ano. Com uma grande audiência, foi seguida por uma segunda temporada em 2000 e dois filmes, Bokura no War Game! e Chōzetsu Shinka!! Ōgon no Digimental, nos cinemas. Outros produtos da franquia foram popularizados também, sendo exportado a diversos países. Em contraste a popularização, várias análises e críticas destacaram semelhanças com Pokémon, o que leva a diversos conflitos entre os fãs das ambas franquias, uma importante concorrência de negócios e divergências no público em geral.
Com o crescente sucesso do anime, uma terceira temporada denominada Digimon Tamers foi anunciada em 2001 e, no enredo, as personagens têm a visão de Digimon como uma franquia comercial. Em 2004, depois de lançadas quatro temporadas Bandai anunciou um projeto de um filme com animação 3D, que foi lançado em 3 de janeiro de 2005 com o título Digital Monsters X-Evolution. Quase três anos e meio depois do lançamento da quarta temporada Digimon Frontier em 2003, uma quinta temporada foi anunciada, com o visual diferente, que teve como objetivo atrair um público mais vasto; o anúncio ocorreu no Jump Festa e a temporada foi nomeada Digimon Savers. O ano de 2006 marca um novo lançamento comercial de Digimon no Japão após alguns anos com ausência de grandes anúncios.
Em 2011, Bandai fez um plano sobre jogos eletrônicos em quatro etapas com fim de comemorar o décimo quinto aniversário da franquia: a primeira etapa foi a apresentação de um jogo eletrônico para Playstation Portable intitulado Digimon World Re:Digitize, comercializado em 2012; a segunda etapa foi um jogo eletrônico com formato de jogo de cartas, para a plataforma iPhone, nomeado Digimon Crusaders; a terceira etapa foi o lançamento de um segundo jogo para Playstation Portable chamado Digimon Adventure, comercializado a partir de 13 de janeiro de 2013, cuja história remonta o enredo da primeira temporada homônima e equipe de dublagem foi a mesma que atuou na remontada temporada; a quarta e última etapa foi a sequência do jogo Re:Digitize, Digimon World Re:Digitize Decode, anunciada em 21 de fevereiro de 2013 na revista V-Jump e comercializada em 27 de junho de 2013 para a plataforma Nintendo 3DS. Houve uma petição pela internet para que o jogo fosse exportado e adaptado para o Ocidente.

### Difusão internacional

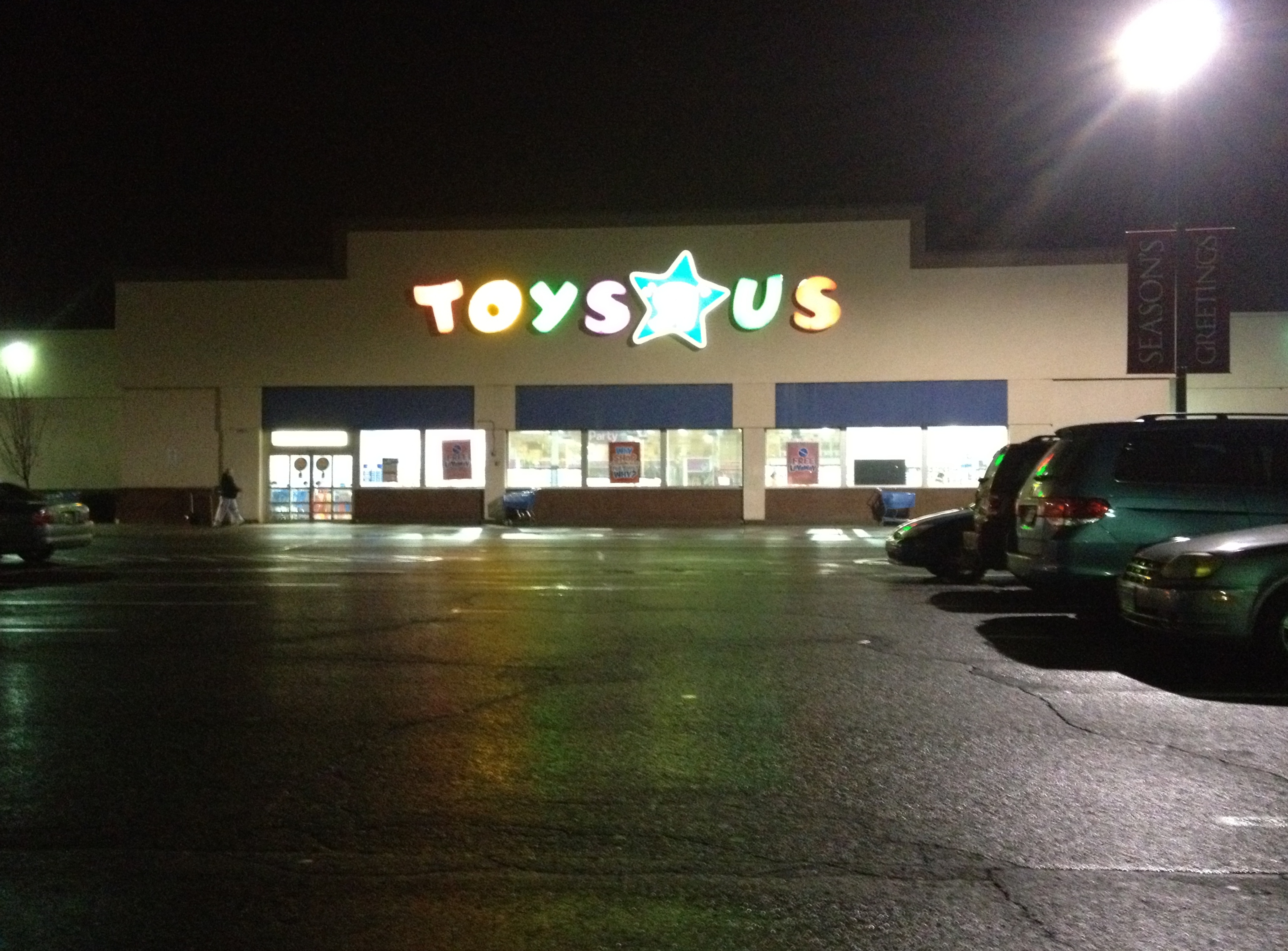
Nos Estados Unidos, a Toys "R" Us vendeu muitos produtos de Digimon e os estoques acabavam muito rápido nos anos 2000.

O lançamento da primeira temporada de Digimon para o Ocidente aconteceu entre o final de 1999 e o início de 2000 e essa temporada acabou popularizando o virtual pet e outros produtos que passaram a ser considerados produtos relacionados ao anime nessa região. A editora Dark Horse Comics obteve os direitos de licença para uma publicação mensal em treze exemplares de livros em banda desenhada, independente, entre maio e setembro de 2000, no continente norte-americano; bandas desenhadas da franquia Digimon também foram distribuídas na Europa pelas editoras Panini Comics e Dino Entertainment. No final de 2000, Digimon: O Filme foi lançado em outubro para 1 700 cinemas e distribuído inicialmente para supermercados em formato VHS pela 20th Century Fox. Mais de sete mil empresas especializadas no ramo de brinquedos e de alimentos, como Toys "R" Us, Wal-Mart e Taco Bell, aproveitando a popularidade da série, compraram licenças para atribuir a franquia aos seus produtos; até 15 de novembro de 2000, Taco Bell junto com a Saban Entertainment, responsável pela adaptação americana das duas temporadas, fizeram a promoção do filme.

## Temas
Digimon baseia-se em temas sobre monstros, ficção científica, linguagem computacional e é inspirada pela espiritualidade tradicional japonesa. A primeira temporada concebe a ideia de que seres humanos terrestres acessam um mundo digital e tecnológico paralelo, ideia que existe desde a década de 1970. Esse mundo digital, também nomeado de digimundo, é de clima maçante e cinza a princípio, mas foi mudando ao decorrer das temporadas, mantendo-se uma atmosfera opressiva e pós-apocalíptica em alguns períodos. Por vezes, as protagonistas são obrigadas a voltar à Terra e as cenas ocorrem principalmente no Japão; em particular, na cidade de Tóquio. Na terceira temporada, o cenário torna-se mais complexo, onde é definido a interação entre humanos e formas de vida digitais. Há também uma mudança na quarta temporada, quando humanos são capazes de se transformar em digimons.
O enfoque da franquia é as criaturas, de maioria antropomórfica, chamadas de digimon, baseadas em aspectos históricos e culturais humanos, tal como a mitologia; essas criaturas são compostas de dados digitais e vivem no digimundo. Elas, originalmente, nascem de digi-ovos e crescem até serem mais poderosas e imponentes nos níveis mais elevados, cujo crescimento acontece em forma de digievolução; esse processo acontece geralmente após conflitos entre digimons. Em ordem crescente esses níveis são: Bebê, Em treinamento (ou Bebê II), Criança (ou Novato), Campeão (ou Adulto), Perfeito (ou Ultimate) e Mega (ou Extremo). Esses seres digitais lutam ao lado de seus companheiros humanos (geralmente chamados de digiescolhidos ou crianças escolhidas) para batalhar contra as forças malignas e obscuras.

## Anime
A série animada foi lançada no Japão no dia 7 de março de 1999 na emissora Fuji TV, quando foi transmitida pela primeira vez a primeira temporada da série, nomeada Digimon Adventure.[carece de fontes?] A popularização da franquia e uma alta audiência levaram a produção de uma segunda temporada e de filmes relacionado às duas temporadas. A terceira e quarta temporada, lançadas em 2002 e 2003 respectivamente, não foram sequências em relação ao enredo. Em 2006, depois de quase três anos sem anúncios para a televisão, a empresa Toei Animation decidiu em lançar uma nova temporada, denominado Digimon Savers, que apela para consumidores e índices de audiência mais amplos; os produtores decidiram, nessa temporada, em mudar radicalmente o cenário e incluir Agumon, digimon emblemático e conhecido pelos adeptos da série.
Os episódios, todos produzidos pela Toei Animation, são classificados em gêneros de animação, ação, aventura, comédia, drama, fantasia e ficção científica. Em alguns deles contêm um pouco de violência e de elementos visuais explícitos, tal como a nudez. Elas são excluídas ou censuradas na versão estadunidense e versões de alguns países europeus, como a França, para se adaptar para um público mais infantil. Os episódios são produzidos para a promoção de produtos, como cartas de baralho. Em 2012, a empresa estadunidense Saban adquiriu os direitos de distribuição de Digimon no mundo inteiro, exceto no Japão. Em 2017, identifica-se um total de sete temporadas, cronologicamente: Digimon Adventure, Digimon Adventure 02, Digimon Tamers, Digimon Frontier, Digimon Savers, Digimon Xros Wars e Digimon Adventure tri., nos quais são somados mais de duzentos episódios.

### Digimon Adventure

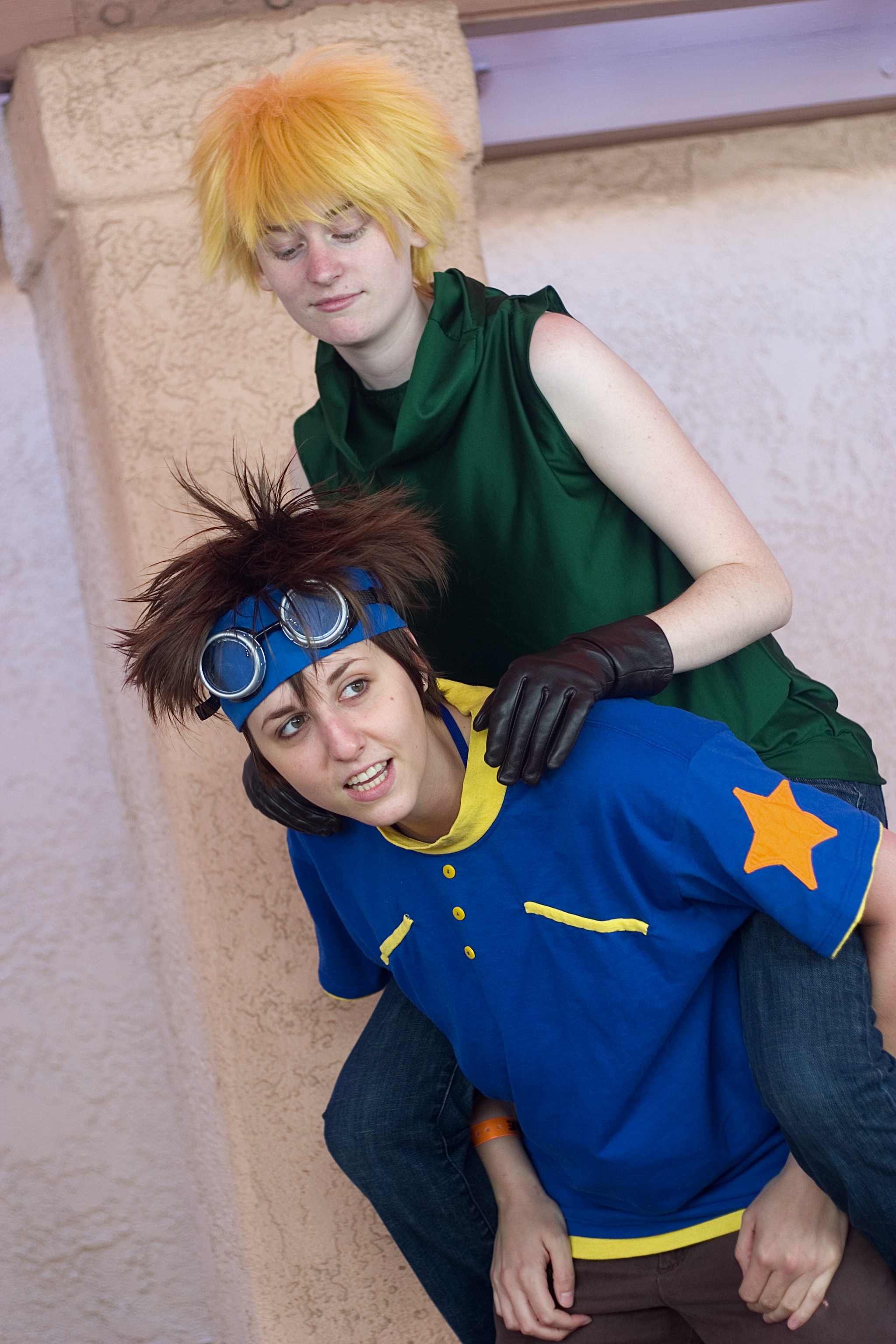
Cosplayers de Taichi (abaixo) e Yamato (acima), dois dos protagonistas da primeira temporada.

Digimon Adventure, a primeira temporada, foi inicialmente transmitida no Japão pela Fuji TV de 7 de março de 1999 até 26 de março de 2000, depois de lançado o curta-metragem homônimo. A temporada, composta por um total de 54 episódios, foi produzida por Hiromi Seki, dirigida por Mamoru Hosoda e inspirada no virtual pet; inclui temas como amizade, coragem, dificuldade de tomar decisões, maturidade, trabalho em equipe e perdão. Para essa temporada, os diretores selecionaram cuidadosamente os dubladores. Durante sua transmissão, a série se tornou em um grande sucesso e esteve no centro das atenções na Toei Anime Fair. O anime foi bem recebido pelos espectadores em geral e pela mídia especializada, apesar das semelhanças apontadas com Pokémon.
Digimon Adventure narra as aventuras de um grupo de crianças e seus parceiros digimons — Taichi "Tai" Kamiya e Agumon, Yamato "Matt" Ishida e Gabumon, Sora Takenouchi e Biyomon, Koushiro "Izzy" Izumi e Tentomon, Mimi Tachikawa e Palmon, Joe Kido e Gomamon, Takeru "T.K." Takaishi e Patamon — no qual começa quando as crianças são levadas do acampamento de verão no mundo real para um mundo habitado por criaturas digitais — o digimundo — através de um portal. As protagonistas conhecem-se e unem-se para o combate de diversas forças malignas — do primeiro inimigo, Devimon, a um grupo de antagonistas, conhecido como mestres das trevas — que estavam a tomar posse do digimundo. No decorrer da história, é introduzida na história uma nova personagem, a oitava digiescolhida, irmã de Taichi, Hikari "Kari" Kamiya, junto com sua parceira digimon Tailmon.

### Digimon Adventure 02
Após do sucesso da primeira temporada, uma continuação direta intitulada Digimon Adventure 02 foi anunciada em 2000 pela Bandai. Essa temporada foi dirigida por Hiromi Seki ao lado de Daisuke Kawakami e Kyotaro Kimura, é composta de um total de 50 episódios e foi inicialmente transmitida pela Fuji TV entre 2 de abril de 2000 e 22 de março de 2001.[carece de fontes?] Como a primeira temporada, envolveu uma grande equipe de dubladores. A temporada foi seguida por um filme intitulado Diablomon no Gyakushuu.[carece de fontes?] Ela foi bem aceita pela imprensa especializada, que destacaram a escrita do roteiro e os elementos relacionados com a primeira temporada.
A história passa-se três anos após os eventos da primeira temporada: uma nova geração de digiescolhidos — composta por Daisuke "Davis" Motomiya e Veemon, Miyako "Yolei" Inoue e Hawkmon, Iori "Cody" Hida e Armadillomon, Takeru "T.K." Takaishi e Patamon, Hikari "Kari" Kamiya e Tailmon — é destinada a salvar o digimundo combatendo o autoproclamado Imperador Digimon (mais tarde revelado Ken Ichijouji, que se junta a nova turma de digiescolhidos junto com seu parceiro Wormmon) e, depois, MaloMyotismon. Situado no mesmo universo da primeira temporada, Digimon Adventure 02 usa elementos da temporada antecessora, como, principalmente, o uso de portais entre dois mundos e a aparição de personagens carismáticas.

### Digimon Tamers

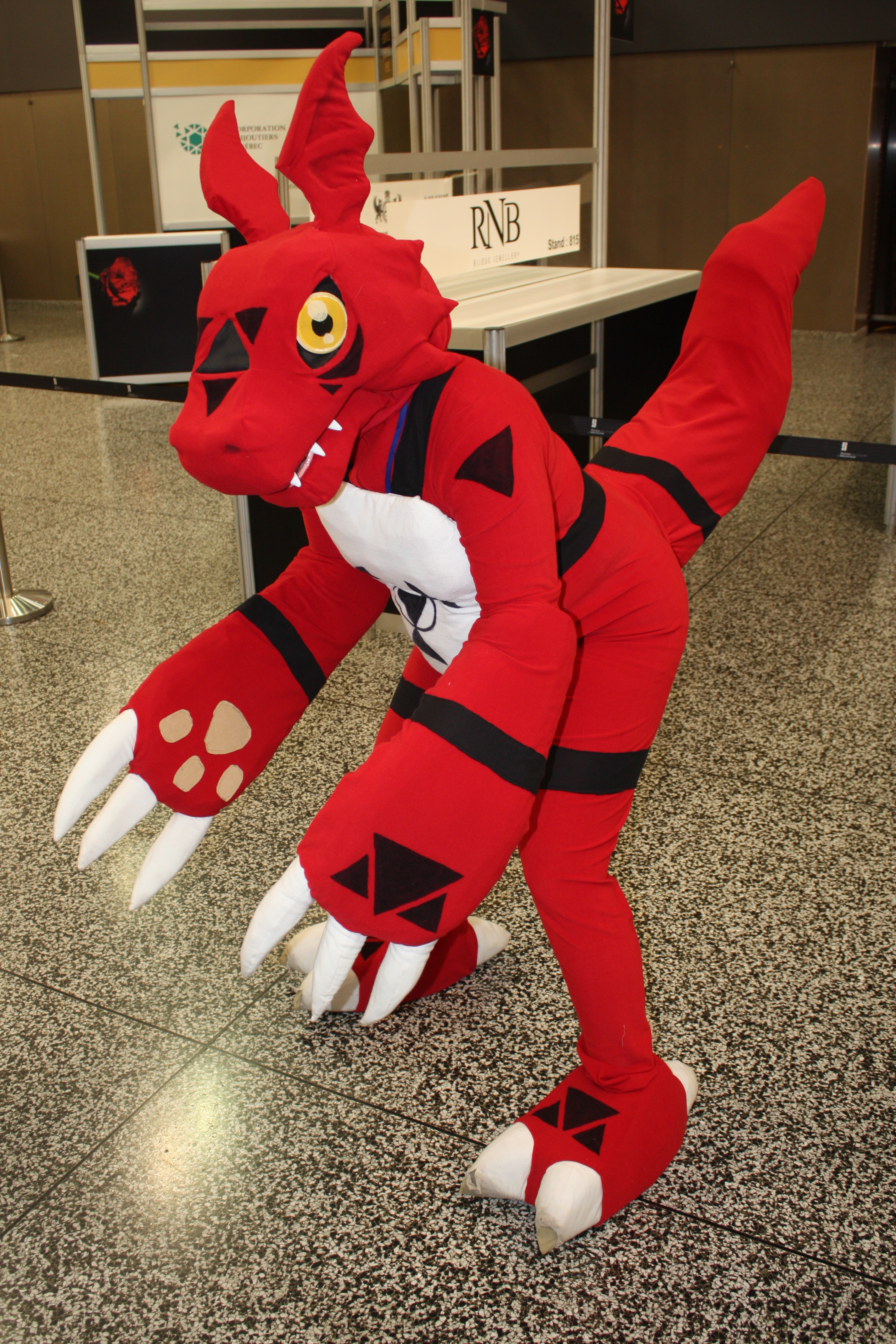
Guilmon, um dos protagonistas de Digimon Tamers.

Digimon Tamers, a terceira temporada, foi originalmente transmitida no Japão entre 1 de abril de 2001 e 31 de março de 2002 pela Fuji TV e teve um total de 51 episódios. Ela foi dirigida por Yukio Kaizawa, sucedendo Mamoru Hosoda e Hiroyuki Kakudō, diretores da primeira e segunda temporada respectivamente. Foi marcada por uma grande diferença de conceitos estilísticos e de roteiro em comparação com as duas temporadas anteriores. Com essa mudança, foram obtidos novos telespectadores, apesar de parte do público ter preferência da forma feita nas primeiras temporadas. No geral, a temporada foi bem recebida pela imprensa, que ressaltou especificamente a animação e as características marcantes das personagens.
No enredo, Digimon é para as personagens uma franquia comercial, com produtos como jogo de cartas e digivice — nomeado como D-arc. A temporada introduz novas protagonistas e seus digimons, cujas principais são Takato Matsuda e Guilmon, Ruki Nonaka e Renamon, Henry Wong e Terriermon.[carece de fontes?] Digimon Tamers possui um enredo que se relaciona, mesmo não sendo continuação, com as duas temporadas anteriores e a ação ocorre em maior parte do tempo no mundo real. As protagonistas enfrentam uma entidade governamental de combate a ameaças digimon denominado Hypnos e depois alcançam o digimundo, onde se reúnem com os digimons supremos e são ensinadas da existência de um vírus de computador devastador chamado D-Reaper.

### Digimon Frontier
No início de 2002, a Toei Animation anunciou uma quarta temporada que foi primeiramente transmitida no sábado, 7 de abril de 2002, às nove horas da manhã pela Fuji TV. Takeo Haruna, ao lado de seus colegas Kyotaro Kimura, Tooru Usuki, Hiromi Seki e Atsunari Baba, ficaram responsáveis pelo projeto. Yukio Kaizawa, diretor da temporada anterior, também contribuiu para a produção dessa temporada. Digimon Frontier, como foi denominada a quarta temporada, foi primeiramente transmitido na televisão japonesa, contando com um total de 50 episódios, de 7 de abril de 2002 a 30 de março de 2003 pela Fuji TV.[carece de fontes?]
A temporada foi bem recebida pelos espectadores e pela imprensa especializada, destacando a transformação de humano para digimon. O enredo consta com seis novos personagens de idades diferentes — Takuya Kanbara, Kouji Minamoto, J.P. Shibayama, Izumi "Zoe" Orimoto, Tommy Himi e, mais tarde, Kouichi Kimura — e são acompanhados por dois guias Bokomon e Neemon. Os novos personagens são capazes de se transformarem em digimons usando aparelhos chamados D-tectors, tornando-se capazes de combater com outros digimons.

### Digimon Savers
Quase três anos e meio depois do lançamento da quarta temporada, a Bandai anuncia uma quinta. A Toei Animation lançou um sítio da internet após o anúncio da nova temporada na edição de 2006 da Jump Festa. Nomeada Digimon Savers no Japão e Digimon Data Squad no Ocidente, esta temporada teve um total de 48 episódios, transmitida originalmente no Japão entre 2 de abril de 2006 a 25 de março de 2007 pela Fuji TV e, em seguida, na TV Asahi.[carece de fontes?] Nessa temporada houve uma mudança radical no roteiro e gráficos, para tentar satisfazer o público da série e atrair novos públicos. Ela foi bem recebida entre o público da série e a mídia especializada, apesar de apontarem falhas no roteiro.
O enredo se concentra no protagonista adolescente Marcus Damon e seu parceiro digimon Agumon, ambos empregados no D.A.T.S. (Digital Accident Tactical Squad), uma organização cuja função é combater qualquer ameaça do digimundo na Terra, e são acompanhados por outros membros da organização, Yoshino Fujieda e Thomas Norstein, acompanhados de seus parceiros digimons, respectivamente, Lalamon e Gaomon. Mais tarde, um quarto integrante e o mais novo, Keenan Crier, junto a seu parceiro Falcomon juntam-se ao grupo.

### Digimon Xros Wars
A revista V-Jump anunciou uma sexta temporada intitulada inicialmente de Digimon Cross Wars e que sua transmissão seria a partir de julho de 2010 na TV Asahi. Renomeada Digimon Xros Wars, foi transmitida em dois arcos de 6 de julho de 2010 a 25 de setembro de 2011,[carece de fontes?] em paralelo, houve a venda de produtos em grandes mercados, incluindo especialmente figurinhas. Voltando ao estilo retro das outras temporadas, o enredo segue as aventuras de Taiki Kudo, um jovem esportista e despreocupado, junto a seus dois companheiros e um grupo de digimons — que possuem a capacidade de serem fundidos com um digivice denominado Xros Loader — que tentam restaurar a ordem de um fragmentado digimundo. A série estreou no Ocidente sob o nome de Digimon Fusion.
No início de 2012, foi anunciado um novo arco da temporada, intitulado de Digimon Xros Wars: Toki o Kakeru Shōnen Hunter-tachi, pela TV Asahi e confirmado pela Toei Animation, e foi transmitido entre 2 de outubro de 2011 a 25 de março de 2012.[carece de fontes?] Esse arco é marcado pela aparição de protagonistas de temporadas anteriores, tais como Marcus Damon e Tai Kamiya. Em 2013, ele foi nomeado no Prêmio Emmy Kids Internacional, na categoria Melhor animação.

### Digimon Adventure tri.
Uma nova temporada foi anunciada em 1 de agosto de 2014 em um projeto que comemorava os 15 anos de existência da primeira temporada Digimon Adventure. O enredo é continuação da primeira e segunda temporada. Em 13 de dezembro de 2014, a Toei Animation anunciou o título oficial, Digimon Adventure tri., bem como a equipe de desenvolvimento da temporada; ela é dirigida por Keitaro Motonaga, o enredo dela foi escrito por Yuuko Kakihara e o design dos personagens foi desenvolvido por Atsuya Uki. Foi anunciado em 6 de maio de 2015 que essa temporada não seria uma série de televisão animada, mas uma série de seis filmes. O primeiro filme foi Saikai (再会; lit. "Reunião"), lançado em 21 de novembro de 2015. O segundo filme foi Ketsui (決意; lit. "Determinação"), lançado em 12 de março de 2016. O terceiro filme foi Kokuhaku (告白; lit. "Confissão"),  lançado em 24 de setembro de 2016. O quarto filme foi Sōshitsu (損失; lit. "Perda"), lançado em 25 de fevereiro de 2017. O quinto filme foi Kyōsei (共生; lit. "Simbiose"), lançado em 30 de setembro de 2017. O sexto e último filme da série, Bokura no Mirai (ぼくらの未来; lit. "Nosso futuro"), foi lançado em 5 de maio de 2018.

### Digimon Universe: Appli Monsters
Em 2016 foi anunciado uma sétima temporada da franquia intitulada Digimon Universe: Appli Monsters e que a sua transmissão seria a partir do outono desse ano. Em paralelo foram vendidos brinquedos, jogos eletrônicos e outros produtos de lazer, pela Bandai, Bandai Namco Entertainment e Toei Animation. Iniciando um novo capítulo entre temporadas, o enredo segue as aventuras de Haru Shinkai, um jovem de 13 anos que esta no 1.º ano do 3.º ciclo. É educado e gosta de formar opiniões sobre tudo com o seu coração justo. Adora ler e relaciona-se com os heróis das suas histórias. O seu parceiro Appmon é Gatchmon — que pode ser invocado por um digivice denominado Appli Drive — que permite as combinações de Appmons. Gou Koga é o diretor do anime, Yoichi Kato é o supervisor da série e Kenichi Ohnuki é o designer de personagens.

### Digimon Ghost Game
Em julho de 2021 foi anunciado uma oitava temporada da franquia intitulada Digimon Ghost Game sua transmissão sera a partir do outono desse ano.

### Digimon  Beatbreak
Em Março de 2025 foi anunciado uma nona temporada da franquia intitulada Digimon Beatbreak sua transmissão sera a partir de outubro desse ano.

## Transmissão internacional
Fora das fronteiras japonesas, a série teve uma transmissão internacional. No continente asiático, a transmissão aconteceu em lugares como Hong Kong, Taiwan, Filipinas, Singapura, Indonésia e Coreia do Sul.
Na Índia, a Cartoon Network e Spacetoon fizeram a transmissão.
Nas Filipinas, a série foi transmitida pela Cartoon Network e ABS-CBN.[carece de fontes?]
Na Austrália, foi transmitida pela Network Ten e Go.
Nos Estados Unidos, a primeira temporada foi lançada na Fox em 14 de outubro de 1999. Adaptada e editada pela Saban, a série, em todas as suas temporadas, foi transmitida em vários canais de televisão, incluindo Fox Kids, UPN, ABC Family, Jetix, Toon Disney/Disney XD, Cartoon Network, Nicktoons e The CW.
No Canadá, a versão estadunidense editada pela Saban foi transmitida pela YTV e pela Family Channel; na província de Quebec, apenas as duas primeiras temporadas foram exibidas e a transmissão delas aconteceu na TQS e Teletoon.
No Brasil, os animes da franquia tiveram transmissões pela RedeTV!, Rede Globo, Disney XD, Fox Kids,[carece de fontes?] Cartoon Network. e pelo Jetix.
Na América hispânica, foi transmitida pela Fox Kids no México, Televen na Venezuela, Televicentro em Honduras,[carece de fontes?] Ecuavisa no Equador e Caracol Televisión na Colômbia.[carece de fontes?]
Na Europa, a Bandai lançou a série primeiramente para os canais britânicos, espanhóis e portugueses, depois lançou aos canais franceses, italianos, alemães e escandinavos.
No Reino Unido, a série foi transmitida nos canais Fox Kids, KIX e ITV.
Na Espanha, foi transmitido pelos canais TVE, Fox Kids,[carece de fontes?] FDF, Boing e Disney XD.
Em Portugal, as temporadas foram transmitidas pela TVI, SIC,[carece de fontes?] Panda e Biggs
Na França, somente as três primeiras temporadas foram exibidas, transmitidas pela France 2, Fox Kids, Jetix, TFou e TF1.
Na Itália, a série foi transmitida pela Rai 2.
Na Alemanha, foi transmitida pela RTL2.
Nos Países Baixos, foi transmitida pela Fox Kids.[carece de fontes?]
Na Noruega e Suécia, foi transmitida pela TV3.
Na Polônia, foi transmitida pela TV4, Fox Kids, Jetix e TV6.[carece de fontes?]
No Oriente Médio, a série foi dublada em árabe, editada no estúdio sírio Venus Production, com o título mudado para Digital Heroes e transmitida pelo canal Spacetoon.

## Mídias
Desde o lançamento do virtual pet, houve uma popularização da franquia Digimon que permitiu um grande crescimento no mercado, chegando a arrecadar 25 bilhões * de ienes em março de 2002. A franquia teve êxito no mercado japonês, expandindo-se a produtos que são focados ao público infantil mas atingem o público adulto também, no qual se incluem jogos eletrônicos, brinquedos, mangás, filmes, fitas de vídeo, DVDs, singles, coletâneas musicais, revistas, comics, vestimentas, calçados, bichos de pelúcias, bonecos, baralho, bolas esportivas e aplicativos móveis. Com contribuição da Bandai no mercado internacional, as vendas de produtos relacionados a Digimon aumentaram 150%, arrecadando 10 bilhões * de ienes até março de 2001 nos Estados Unidos.

### Filmes
Em 2014, totalizam-se, na franquia, nove filmes lançados nos cinemas e transmitidos na televisão japonesa. O primeiro filme intitula-se Digimon Adventure e foi lançado nos cinemas em 6 de março de 1999, um dia antes do lançamento da primeira temporada homônima na televisão. Dois outros filmes, Bokura no War Game! e Chōzetsu Shinka!! Ōgon no Digimental, foram lançados, respectivamente, em março e julho de 2000. Mais tarde, uma colaboração entre a Fox Kids e 20th Century Fox foi feita para a produção e lançamento em 6 de outubro de 2000 de um filme que reúne os primeiros três pesadamente editados, que foi nomeado Digimon: O Filme e lançado em 1 700 salas de cinema americanos.
O quinto e sexto filme foram intitulados Bōkensha-tachi no Tatakai, lançado no dia 14 de julho de 2001,[carece de fontes?] e Bōsō Digimon Tokkyū, lançado em 2 de março de 2002,[carece de fontes?] e apresentam as aventuras das protagonistas da terceira temporada Digimon Tamers. Em 20 de julho de 2002, foi lançado um sétimo filme de quarenta minutos, Digimon Frontier — Kodai Digimon Fukkatsu!, apresentando as protagonistas da quarta temporada Digimon Frontier.[carece de fontes?] Em 2005, um projeto foi anunciado pela Bandai de produzir um filme usando animação 3D; possuindo oitenta minutos de duração, esse filme foi nomeado Digital Monsters X-Evolution, produzido pelo estúdio Imagi Animation e transmitido pela Fuji TV em 3 de janeiro de 2005.[carece de fontes?] O nono filme, denominado Digimon Savers the Movie Kyuukyoku Power! Burst Mode Hatsudou!!, foi lançado em 19 de dezembro de 2006. Dois outros filmes produzidos com 3D estereoscópio, Digimon Adventure 3D Digimon Grand Prix! e Digimon Savers 3D Digital World Kiki Ippatus!, foram lançados em 3 de outubro de 2009 durante o Tobidasu 3D! Toei Animation Festival. De junho a setembro de 2012, cada um desses filmes foi editado e republicado para o mercado japonês.

### Distribuição de fitas de vídeo, de DVDs e mídia digital
A publicação de fitas de vídeo e DVDs começou no mercado japonês depois da transmissão de Digimon Adventure à televisão. As primeiras fitas de vídeo, que havia os quatro primeiros episódios da primeira temporada, foram alugadas em 10 de setembro de 1999 e vendidas em 21 de janeiro de 2001; posteriormente foram feitos novos volumes, havendo versões em DVD. Na Austrália, a distribuição de DVDs é feita pela Madman Entertainment. Na França, a primeira série de fitas de vídeo e DVDs foi feita pela TF1 Vídeo em 2001 e, depois de 2007, as primeiras três temporadas foram editadas pela LCJ Éditions. No Brasil, dois pacotes de DVDs com a primeira temporada da série foram lançados pela distribuidora Focus Filmes em 2010. No mesmo ano foi lançado pela distribuidora PlayArte dois pacotes de DVDs com os episódios do anime Digimon Data Squad.
No mercado estadunidense, as cinco primeiras temporadas foram comercializadas a partir de 2013, editadas pelas empresas New Video Group, Funimation, 20th Century Fox e Buena Vista Home Entertainment; a primeira fita de vídeo comercializada foi Digimon: Digital Monsters — The Birth of Greymon, o que aconteceu em 2 de novembro de 1999.[carece de fontes?] Episódios e filmes são regularmente publicados e distribuídos: Funimation e Crunchyroll ofereceram temporariamente versões originais legendados dos episódios da segunda e terceira temporadas; nos sítios da internet Amazon e Direct2Drive, foram vendidos brevemente episódios originais legendados da segunda temporada; em 2011, o sítio Hulu disponibilizou integralmente os episódios da terceira temporada; em agosto de 2013, o Netflix adicionou as duas primeiras temporadas em linguagem japonesa e legenda em inglês ao seu catálogo americano e o primeiro DVD de Digimon Adventure tri., Saikai, foi disponibilizado ao Ocidente no catálogo do serviço Crunchyroll logo após seu lançamento.

### Jogos eletrônicos

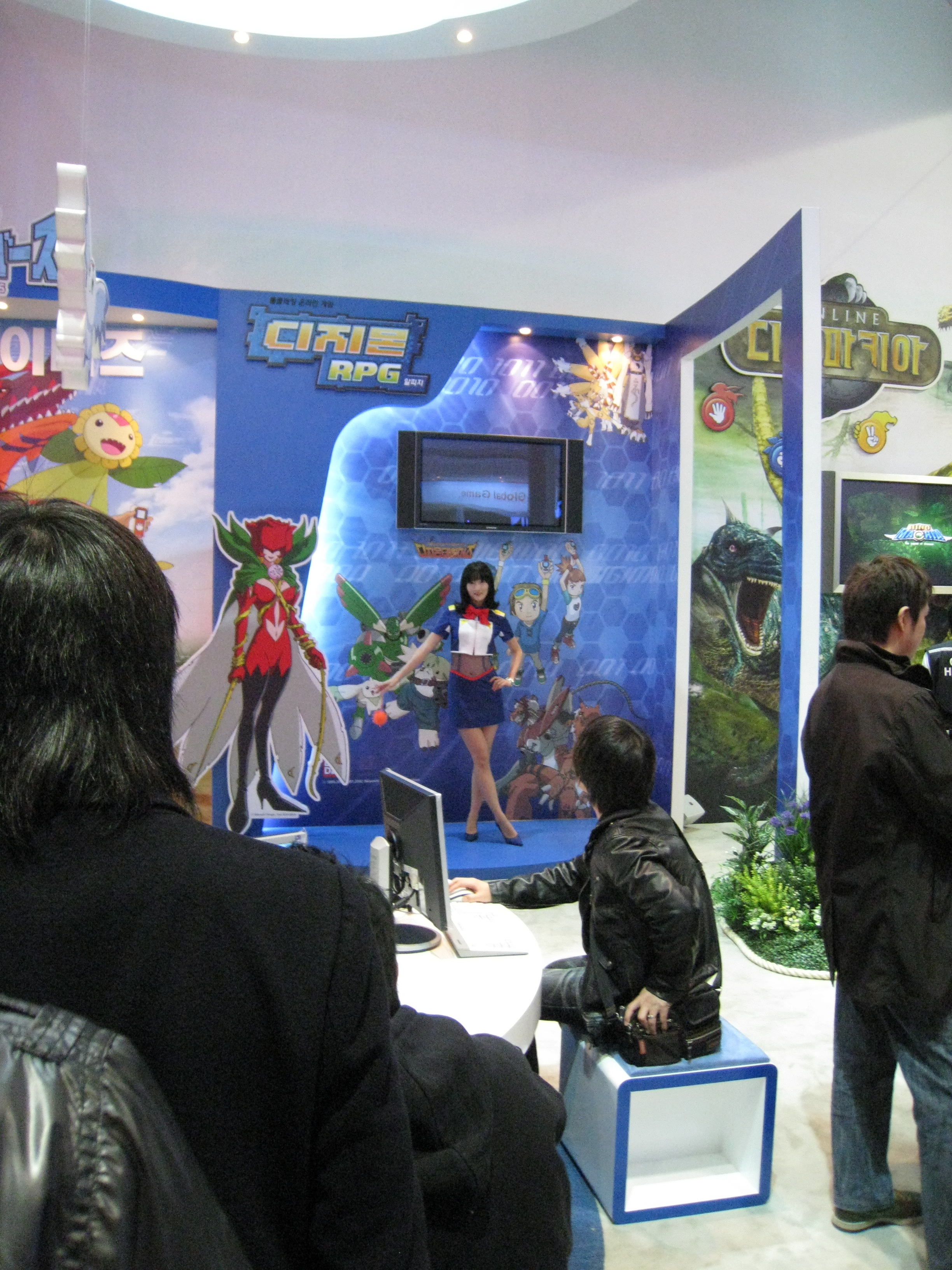
Apresentação de Digimon Battle e promoção do anime na Coreia do Sul.

Há vários jogos eletrônicos de Digimon; a jogabilidade e design deles têm sido comparados pela mídia especializada com outros jogos como Super Smash Bros., Final Fantasy Crystal Chronicles e Pokémon. Esses jogos se tornaram populares no mercado japonês, contando com diversos gêneros, incluindo ação, aventura, luta, corrida, carta, jogos interativos para computadores, plataforma, RPG, simulação, simulador de vida e estratégia.
O primeiro lançamento da franquia foi um virtual pet, um pequeno gadget e jogo eletrônico que teve seu público-alvo o público masculino e foi originalmente concebido e distribuído no mercado japonês pela Bandai. Após o sucesso do gadget, muitos jogos eletrônicos foram lançados para consoles de quinta geração, sendo o primeiro o jogo Digital Monster Ver. S: Digimon Tamers para o console Sega Saturn, produzido pela empresa TOSE.[carece de fontes?] Ele foi seguido por Digimon World para PlayStation desenvolvido pela Bandai e cujas vendas atingiram 250 mil cópias no mercado japonês até fevereiro de 2000. Outros dois jogos, sequências do anterior, foram lançados para o PlayStation, Digimon World 2 e Digimon World 3. Feito para o mesmo console de Digimon World, o jogo Digimon Rumble Arena, comercializado em 2001, foi o primeiro jogo de Digimon a receber a tecnologia de gráficos 2,5D. O jogo Digimon Adventure 02: Tag Tamers para WonderSwan houve uma venda de 34 142 exemplares nas três semanas depois da publicação e o jogo Digimon Adventure 02: D1 Tamers para WonderSwan Color houve a venda de 14 459 exemplares um dia depois de sua publicação.
A série fez sua transição à sexta geração de consoles com o lançamento do jogo Digimon Battle Spirit para Game Boy Advance, desenvolvido pela Dimps, teve 25 296 exemplares vendidos duas semanas após o lançamento e teve uma continuação, Digimon Battle Spirit 2. Em 2002, um MMORPG gratuito, Digimon RPG, inspirado na terceira temporada Digimon Tamers, foi lançado aos usuários sul-coreano e, depois, aos usuários japoneses; o jogo recebeu o título de jogo mais procurado em 2008 segundo motor de busca chinês Baidu. A quarta continuação de Digimon World, Digimon World 4, foi lançada em 6 de janeiro de 2005 para as plataformas PlayStation 2, Xbox e GameCube. Lançado em 2006 para Nintendo DS, Digimon World DS foi o primeiro jogo lançado a um console da sétima geração e foi seguido por Digimon World Dawn and Dusk em 2007, Digimon World Championship em 2008, Digimon Story: Lost Evolution em 2010 e Digimon Story: Super Xros Wars Red e Blue em 2011.[carece de fontes?]
Em 2011, a Bandai anunciou um projeto sobre jogos eletrônicos a fim de comemorar os quinze anos da franquia. O primeiro jogo foi Digimon World Re:Digitize para PlayStation Portable, lançado no ano do anúncio do projeto e desenvolvido pela tri-Crescendo. O segundo foi Digimon World Re:Digitize Decode, sequência do primeiro jogo, foi anunciado pela V-Jump em fevereiro de 2013 e lançado em 27 de junho de 2013 para Nintendo 3DS. O terceiro foi Digimon Adventure para PlayStation Portable, lançado em 13 de janeiro de 2013 e percorre o enredo da temporada homônima. Em dezembro de 2013, o quarto jogo Digimon Story: Cyber Sleuth, voltado ao público adulto, foi anunciado para PlayStation Vita para 2015, sequência direta de Digimon Story. Em 31 de julho de 2014, Digimon All-Star Rumble foi anunciado para PlayStation 3 e Xbox 360 para uma versão europeia no outono do mesmo ano.
A franquia expandiu-se também para o mundo dos smartphones, através de jogos grátis mas com compras na aplicação. A 27 de janeiro de 2017 foi lançado internacionalmente o jogo "Digimon heroes!", uma versão em inglês do Jogo "Digimon Crusader" (Japonês:デジモンクルセイダー, Romanizado:Dejimon Kuruseidā). O serviço foi encerrado no dia 31 de Dezembro de 2017. A 3 de outubro de 2017 foi lançado internacionalmente o jogo digimon linkz (Japonês:デジモンリンクス,Romanizado:Dejimon Rinkusu). O serviço foi encerrado a 30 de Julho de 2019. O jogo mais recente é o jogo digimon re:arise (Japonês:デジモンリアライズ, Romanizado:Dejimon Riaraizu), lançado internacionalmete no dia 9 de outubro de 2019.

### Brinquedos

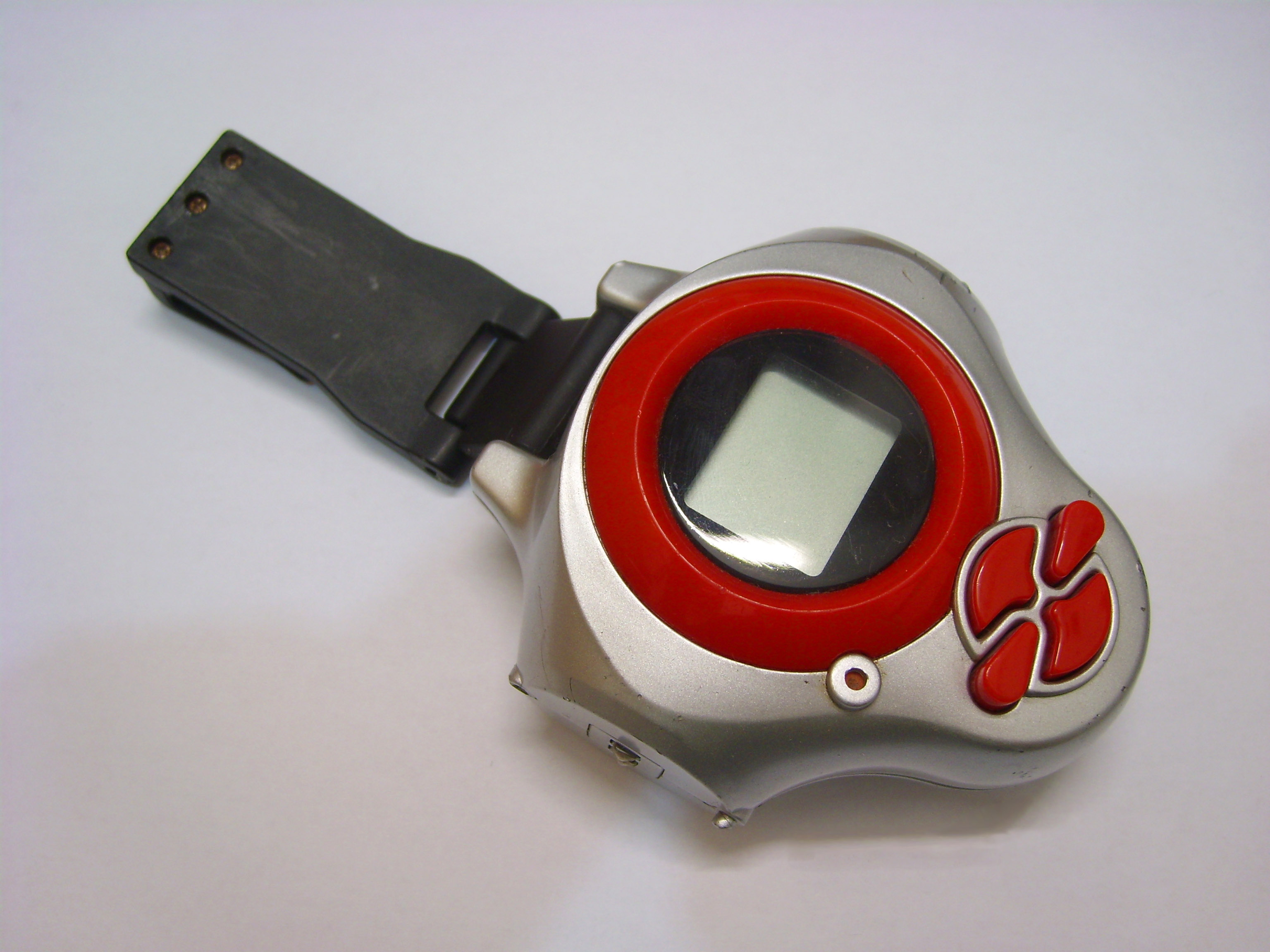
Brinquedo derivado do digivice da série animada

Ao mesmo tempo que a franquia se tornava famosa no fim dos anos 1990, muitos brinquedos foram vendidos no mercado japonês, principalmente para o público infantil e adolescente. A venda de brinquedos se expandiu internacionalmente, a começar por Austrália e Nova Zelândia. Entre os brinquedos são incluídos bonecos, bichos de pelúcia e gadgets como digivice, derivado da série de televisão. Ao longo do tempo, o digivice passou de um simples jogo de combate em 2D para um leitor de MP3 com ecrã colorido de LCD tocável com reconhecimento de voz depois da sexta temporada. Nos Estados Unidos, mais de sete mil lojas especializadas em brinquedos e em produtos alimentícios como Toys "R" Us e Taco Bell aproveitaram da popularidade da série para comprar direitos para atribuir a marca a seus produtos. Em 2001, a venda dos brinquedos arrecadou mais de cem milhões de dólares no mercado estadunidense.
Uma parte da popularidade de Digimon vem do jogo de cartas colecionáveis, que provou ser o mais vendido nos mercados estadunidense e japonês no início dos anos 2000 e cujo público-alvo são as crianças entre 7 a 12 anos. Nesse período, jogos eletrônicos, como Digimon World 2 e seu sucessor, promoveram esse tipo de jogo. As cartas raramente apareceram no mercado estadunidense em 2005, mas foram vendidos em 2006, embora a lenta recuperação comercial da franquia. Em 2013, o aplicativo de jogo de cartas Digimon Crusaders foi lançado e a venda das cartas de Digimon Xros Wars começou após março de 2014.

### Músicas e CDs
Kōji Wada e Ai Maeda são os principais cantores das canções da franquia. Kōji ficou afastado entre 2011 e 2013 por causa de problemas relacionado ao câncer. A primeira canção lançada foi Butter-Fly, aparecendo pela primeira vez como música tema da abertura da primeira temporada do anime.
Os dramas de CDs, tal como Digimon Adventure - Character Song - Mini Drama, que tem três volumes, focam-se nas protagonistas da série animada e são considerados do gênero de radioteatro. Em 24 de março de 2000, foi lançado no Japão um álbum em edição limitada denominado Digimon Adventure: Best Hit Parade e foi distribuído pela gravadora King Records. A trilha sonora do filme Digimon: O Filme foi comercializada em 19 de setembro de 2000 e foi bem recebida pela Allmusic, obtendo nota três de cinco estrelas e foi afirmado que possui «uma surpreendente mistura de rock moderno, incluindo The Impression That I Get de The Mighty Mighty Bosstones, o sempre presente The Rockafeller Skank de Fatboy Slim e igualmente onipresente Allstar de Smashmouth. A versão de Kids in America de Len, One Week de Barenaked Ladies e All my Best Friends are Metalheads de Less Than Jake são alguns dos pontos fortes da coleção ska-punk-pop buzz.»
Em 1 de janeiro de 2010, apareceu um álbum duplo Digimon History 1999-2006 All The Best contendo músicas de introdução, de encerramento e originais das cinco primeiras temporadas. Após 2010, na ocasião da exibição de Digimon Xros Wars, foram lançados os CDs Maxi We Are Xros Heart! e Xros Wars Insert Song: Evolution & Digixros.

### Mangás e livros
Em 1997, foi lançado o primeiro mangá intitulado C'mon Digimon de Izawa Hiroshi e de Tenya Yabuno, publicado na revista V-Jump; ele inspiraria futuramente o lançamento do mangá Digimon Adventure V-Tamer 01 em 1999.[carece de fontes?] O segundo mangá citado relata a história de Taichi Yagami, personagem que inspiraria o homônimo protagonista da primeira temporada Digimon Adventure, que foi levado para o digimundo para que encontrasse seu parceiro digimon V-dramon, apelidado Zeromaru.[carece de fontes?] Mais tarde, outros mangás aparecem, tais como Digimon Chronicle em 2004 e Digimon Next em 2005.[carece de fontes?] De 21 de junho de 2010 a 2 de maio de 2012, um mangá ilustrado por Yuki Nakashima e inspirado em Digimon Xros Wars foi feito em quatro volumes. Em julho de 2012, um mangá, ilustrado por Fujino Kouhei, de dois capítulos adaptados do jogo Digimon World Re:Digitize foi anunciado para a revista V-Jump. Além de mangás, foram publicados romances, livros comemorativos, guias turísticos e álbuns ilustrados.
Fora do Japão, uma banda desenhada ilustrada pelo chinês Yuen Wong Yu, distribuída pela Tokyopop em parceria com Disney Publishing Worldwide, foi anunciada e planejada para ser comercializado no final de 2002; publicada em 2003, ela foi baseada no roteiro das quatro primeiras temporadas, embora o enredo fosse ligeiramente abreviado. Nos Estados Unidos, a editora Dark Horse Comics conseguiu os direitos de licença para a publicação mensal, inicialmente de três exemplares, de um comic-book independente, homônimo à franquia, entre maio e setembro de 2000; a história foi escrita por Daniel Horn e Ryan Hil e ilustrada por Daniel Horn e Cara L. Niece. Um comic-book semelhante foi distribuído pela Europa; na França, uma adaptação e tradução foi feita em Issy-les-Moulineaux e publicada entre 2000 a 2004.

## Recepção

### Audiência em geral
A franquia Digimon, no geral, foi bem recebida em seu país e internacionalmente. Ela se tornou em um fenômeno social e cultural com um público predominantemente jovem e tornou-se popular, em grande parte, devido à difusão da primeira temporada em mais de sessenta países. Digimon ocupa o 35.º lugar em uma pesquisa feita pela Lycos em 2000 sobre pesquisas na internet. O vice-presidente sênior do estúdio britânico ITV Studios Global Entertainment Trudi Hayward afirmou que «Digimon é um grande hit internacional na televisão e permaneceu por mais de uma década». Examiner chama Digimon de «um gigante do marketing» e especializada em linhas de brinquedos, em filmes e em séries de televisão. Durante a compra da sexta temporada Digimon Xros Wars para Cartoon Network, o vice-presidente sênior Kirk Bloomgarden, encarregado pelo marketing da empresa estadunidense Saban, diz que Digimon é uma série famosa que se encaixa na programação da Cartoon Network. Sobre a série, Neil Lumbard, redator da DVD Talk, diz que «é um dos melhores animes para crianças e é uma das raras séries que ganha o coração das crianças e manipulada para ser significativa e bem-feita para manter um público fiel desde o lançamento original.» No entanto, o Common Sense Media avaliou a série com duas de cinco estrelas, destacando a violência e incitação de consumo.
Paralelamente, a franquia é recebida negativamente, resultado da controvérsia com a franquia Pokémon. Digimon é muitas vezes visto como semelhante e como uma tentativa de copiar a popularidade de Pokémon por razões diversas, tal como o lançamento tardio. Na primeira aparição da franquia na televisão, o público ocidental o considerou como uma imitação de Pokémon, havendo comparações como a de que em ambas franquias há crianças protagonistas combatendo monstros. Em comparação, a versão japonesa dos cartuchos de Pokémon Red e Blue foi lançada em 27 de fevereiro de 1996 enquanto o virtual pet foi em 26 de junho de 1997; no entanto, o projeto do gadget exigiu dois anos para ficar pronto para o mercado. Descrevendo Digimon como o «outro mon», Juan Castro, editor da IGN, destaca que Pokémon teve um sucesso incomparável em comparação com Digimon, apesar de o último ter um público bem amplo. Lucas M. Thomas, também da IGN, explica que a «constante competição e comparação» entre essas duas séries é devido a «complexidade do mecanismo da evolução em comparação com a digievolução.» Algumas semelhanças estilísticas e conceituais entre as duas franquias também foram observadas por alguns sítios da internet, como a GameSpot. Apesar dos pontos negativos, Digimon conseguiu superar repetidamente Pokémon em termos de audiência televisiva e de venda de brinquedos depois da década de 2000.

### Rankings e nomeações
A franquia aparece em alguns rankings: em 2005, o anime apareceu em 54.ª posição do top 100 dos animes transmitidos pela TV Asahi; a canção Butter-Fly de Kōji Wada apareceu em terceiro lugar do «top 100 das melhores músicas de abertura de animes de todos os tempos» pela 2channel em 2007; o jogo Digimon RPG recebeu o título de jogo mais procurado em 2008 segundo Baidu e a franquia ocupa o 35.º lugar em uma pesquisa feita pela Lycos em 2000 sobre pesquisas na internet.
A sexta temporada, Digimon Xros Wars, foi nomeada como o quinto anime mais esperado para o verão de 2010 em uma pesquisa apresentada pela MMD. Em 2013, o arco da sexta temporada denominado Digimon Xros Wars: Toki o Kakeru Shōnen Hunter-tachi foi nomeado para a categoria melhor animação na International Emmy Kids Awards, mas perdeu para a série animada britânica O Incrível Mundo de Gumball.
No dia 3 de maio de 2017, em comemoração ao centenário da indústria da animação japonesa, a emissora NHK publicou uma lista por meio da participação dos telespectadores para elegerem os 100 melhores animes de todos os tempos. A pesquisa ficou aberta a votos entre os meses de janeiro e março de 2017 e contou com mais de 600 mil votos. A lista foi baseada nos votos do público, que escolheram os melhores animes que foram transmitidos até setembro de 2016. A primeira temporada de Digimon, Digimon Adventure, ocupou a 18.º colocação na lista.